# Alex Morgan
Alex Morgan Carrasco, född 2 juli 1989 i San Dimas i Kalifornien, är en amerikansk före detta professionell fotbollsspelare (anfallare) som sist spelade för San Diego Wave och för USA:s damlandslag.
Alex Morgan var med och tog OS-guld vid OS 2012 i London, VM-guld 2015 i Kanada och VM-guld 2019 i Frankrike. Hon var medkapten i landslaget tillsammans med Carli Lloyd och Megan Rapinoe från 2018 till 2020.
Den 31 december 2014 gifte sig Morgan med fotbollsspelaren Servando Carrasco. I oktober 2019 meddelade paret att de väntar barn i april 2020. Den 7 maj 2020 meddelade Morgan på Instagram att de fått en dotter.

## Biografi
Alex Morgan inledde sin professionella klubbkarriär med att bli draftad plats nummer ett i 2011 års WPS College draft av New York Flash. I New York Flash fick hon göra sin första proffsdebut och var en bidragande faktor till att vinna ligamästerskapet. Då var Morgan 22 år och var den yngsta spelaren i det kvinnliga landslaget vid 2011 FIFA Women's World Cup, där det amerikanska laget slutade tvåa.

### 2012 London Olympiska spelen
I öppningsmatchen av 2012 London Olympiska spelens gruppspelsmatch gjorde Morgan både kvitteringen och målet som säkrade vinsten mot Frankrike. I de kommande tre OS-matcherna assisterande hon till det matchvinnande målet, inklusive två till Wambach. Morgan gjorde segermålet i den olympiska semifinalmatchen mot Kanada på tilläggstid, vilket skickade USA till guldmatchen mot Japan. Hennes mål kom i den 123:e minuten, det senaste målet som någonsin har gjorts av en spelare i det amerikanska damlaget och ett FIFA-rekord. Morgan fick därmed sin första olympiska guldmedalj genom att vara delaktig i det amerikanska landslagets vinst över Japan i finalen.
För sin briljans och sina bedrifter på planen utsågs Morgan av U.S Soccer som årets kvinnliga idrottare 2012. Morgans bedrifter har också bidragit till att få en plats på FIFA Ballon d'Or-kortlista, där hon slutligen hamnade trea i omröstningen.

## Nettoförmögenhet
Enligt Forbes rankades Morgan på 10:e plats bland världens högst betalda kvinnliga idrottare 2020 och var den högst tjänande icke-tennisspelare på listan med rekommendationer och lön på totalt 4,6 miljoner dollar. Mycket av Morgans intäkter har kommit från rekommendationer och sponsring. Den dubbla VM-vinnaren har gjort cameos i olika tv-program och med i Maroon 5:s musikvideo från 2018 till singeln "Girls like you". Hon var också den spelare som var presenterad i den amerikanska versionen av videospelet Fifa 16 tillsammans med Leo Messi. Morgan har varit en förespråkare för strävan efter lika lön i fotboll tillsammans med lagkamraten Rapinoe som har ett uppskattat nettovärde på 3 miljoner dollar.